# Krasnokútskaia
Krasnokútskaia (en rus: Краснокутская) és un poble (una stanitsa) de l'óblast de Rostov, a Rússia, que en el cens del 2010 tenia 532 habitants, és la seu administrativa del districte homònim.